# Fabiola Trejo
Fabiola Trejo   (Mèxic, segle XX) és una investigadora mexicana que estudia la relació entre desigualtat social i violència de gènere.
Doctora en psicologia social, és coneguda a l'Amèrica Llatina per la seva feina de divulgació sobre sexualitat femenina, destacant la importància que té el plaer sexual en l'apoderament de les dones. Donat que a la seva regió aquestes qüestions encara són considerades tabú, ha fet conferències i tallers on incideix en la necessitat de trencar amb el marc on les úniques relacions sexuals acceptables són aquelles mantingudes dintre d'una relació heterosexual romàntica i emplaça a les dones a l'autoexploració i a trobar el plaer per mitjà de la masturbació o l'ús de joguines sexuals.
El 2023, Trejo va ser inclosa en la llista 100 Women que la BBC publica anualment.